# Tuxtla-hegység
A Tuxtla-hegység (spanyolul Sierra de los Tuxtlas) egy vulkanikus hegylánc Mexikóban, Veracruz állam tengerpartján.

## Leírása
A Tuxtla-hegység vulkánjai elszigetelten állnak, a Vulkáni-kereszthegységtől keletre mintegy 250 km-re és a Közép-amerikai vulkanikus övtől északnyugatra majdnem 330 km-re.
Csúcsai közt van az 1500 méter magas Santa Martha és az 1680 méteres San Martín Tuxtla nevű vulkán. A San Martín Tuxtla, ami egy pajzsvulkán egy 1 km széles kürtővel, az egyetlen csúcsa, ami jelenleg is vulkanikusan aktív, legutóbb 1664-ben és 1793 májusában tört ki. A hegyláncban kisebb salakkúpok százai találhatóak még. Kihunyt vulkánok az 1660 méter magas San Martín Pajapan és a 800 méter magas Cerro El Vigia.

## Élővilág
A San Martín Tuxtla és a Santa Martha vulkánok esőerdővel borítottak, az alsó részeken legelők találhatók. Az egész terület a Los Tuxtlas bioszférarezervátum része.
A hegység belsejében található Mexikó harmadik legnagyobb természetes tava, a Catemacói-tó.